# Translohr Venedig
| Streckenlänge: | 13,45 km |                                                  |                                                 |
| |          |                                                  |                                                 |
| Streckenverlauf \| \| -0,17 \| Deposito Tram Mestre AVM – ACTV \| Deposito Tram Mestre AVM – ACTV \| \| \| -0,12 \| Überleitstelle \| Überleitstelle \| \| \| 0,00 \| Monte Celo (Favaro V.te) \| 4 m s.l.m. \| \| \| 0,47 \| La Piazza \| 3 m s.l.m. \| \| \| 0,82 \| Pastrello \| 3 m s.l.m. \| \| \| 1,20 \| Marmolada \| 2 m s.l.m. \| \| \| 1,42 \| Cervino \| 2 m s.l.m. \| \| \| 1,48 \| Überleitstelle \| Überleitstelle \| \| \| 1,58 \| SR 14 Via Martiri della Libertà \| SR 14 Via Martiri della Libertà \| \| \| 1,71 \| Rielta \| 3 m s.l.m. \| \| \| 2,06 \| Pineta \| 4 m s.l.m. \| \| \| 2,19 \| Pineta \| 4 m s.l.m. \| \| \| 2,43 \| Pasqualigo \| 4 m s.l.m. \| \| \| 2,53 \| Pasqualigo \| 4 m s.l.m. \| \| \| 2,74 \| San Donà Val Gardena \| 4 m s.l.m. \| \| \| 2,85 \| San Donà Val Gardena \| 4 m s.l.m. \| \| \| 3,08 \| Serravalle \| 4 m s.l.m. \| \| \| 3,13 \| Serravalle \| 4 m s.l.m. \| \| \| 3,41 \| Oberdan \| 3 m s.l.m. \| \| \| 3,76 \| Volturno \| 3 m s.l.m. \| \| \| 4,03 \| Bissuola \| 2 m s.l.m. \| \| \| 4,31 \| Fiume Marzenego \| Fiume Marzenego \| \| \| 4,44 \| Mestre Centro (Piazzale Caldini) T1 \| 3 m s.l.m. \| \| \| 4,47 \| Mestre Centro (Piazzale Caldini) T2 \| 3 m s.l.m. \| \| \| 4,49 \| T2 nach Salamonio \| 3 m s.l.m. \| \| \| 4,76 \| Manuzio \| 3 m s.l.m. \| \| \| 5,13 \| Cattaneo \| 3 m s.l.m. \| \| \| 5,48 \| San Marco Musatti \| 3 m s.l.m. \| \| \| 5,84 \| Sansovino \| 3 m s.l.m. \| \| \| 6,16 \| Molmenti \| 3 m s.l.m. \| \| \| 6,43 \| Boerio \| 3 m s.l.m. \| \| \| 6,79 \| Überleitstelle \| Überleitstelle \| \| \| 6,84 \| Forte Marghera \| 3 m s.l.m. \| \| \| \| \| \| \| \| 7,11 \| Via Forte Marghera \| Via Forte Marghera \| \| \| 7,12 \| Via San Giuliano \| Via San Giuliano \| \| \| 7,44 \| San Giuliano \| 1 m s.l.m. \| \| \| \| \| \| \| \| 7,71 \| Canale San Giuliano \| Canale San Giuliano \| \| \| 7,90 \| Canale San Giuliano \| Canale San Giuliano \| \| \| 7,94 \| Milano/Triest/Trient/Udine – Venezia, 4-gleisig \| Milano/Triest/Trient/Udine – Venezia, 4-gleisig \| \| \| 7,97 \| SR 11 Via della Libertà \| SR 11 Via della Libertà \| \| \| \| \| \| \| \| 9,15 \| Beginn Lagune von Venedig/Ponte della Libertà \| Beginn Lagune von Venedig/Ponte della Libertà \| \| \| 10,93 \| Denkmal der österreichischen Belagerung 1849 \| Denkmal der österreichischen Belagerung 1849 \| \| \| 11,70 \| Insel San Secondo \| Insel San Secondo \| \| \| 12,90 \| Ende Lagune von Venedig/Ponte della Libertà \| Ende Lagune von Venedig/Ponte della Libertà \| \| \| \| \| \| \| \| 13,04 \| Venezia Marittima \| Venezia Marittima \| \| \| 13,18 \| Bahnhof Venezia Santa Lucia (Canal de S. Chiara) \| 4 m s.l.m. \| \| \| 13,39 \| Überleitstelle \| Überleitstelle \| \| \| 13,45 \| Venezia – Piazzale Roma \| 3 m s.l.m. \| |          |                                                  |                                                 |
| | -0,17    | Deposito Tram Mestre AVM – ACTV                  | Deposito Tram Mestre AVM – ACTV                 |
| U-Bahn-Überleitstelle / Spurwechsel rechts | -0,12    | Überleitstelle                                   | Überleitstelle                                  |
| U-Bahn-Bahnhof | 0,00     | Monte Celo (Favaro V.te)                         | 4 m s.l.m.                                      |
| U-Bahn-Haltepunkt / Haltestelle | 0,47     | La Piazza                                        | 3 m s.l.m.                                      |
| U-Bahn-Haltepunkt / Haltestelle | 0,82     | Pastrello                                        | 3 m s.l.m.                                      |
| U-Bahn-Haltepunkt / Haltestelle | 1,20     | Marmolada                                        | 2 m s.l.m.                                      |
| U-Bahn-Haltepunkt / Haltestelle | 1,42     | Cervino                                          | 2 m s.l.m.                                      |
| U-Bahn-Überleitstelle / Spurwechsel rechts | 1,48     | Überleitstelle                                   | Überleitstelle                                  |
| | 1,58     | SR 14 Via Martiri della Libertà                  | SR 14 Via Martiri della Libertà                 |
| U-Bahn-Haltepunkt / Haltestelle | 1,71     | Rielta                                           | 3 m s.l.m.                                      |
| U-Bahn-Bahnhof | 2,06     | Pineta                                           | 4 m s.l.m.                                      |
| U-Bahn-Bahnhof | 2,19     | Pineta                                           | 4 m s.l.m.                                      |
| U-Bahn-Bahnhof | 2,43     | Pasqualigo                                       | 4 m s.l.m.                                      |
| U-Bahn-Bahnhof | 2,53     | Pasqualigo                                       | 4 m s.l.m.                                      |
| U-Bahn-Bahnhof | 2,74     | San Donà Val Gardena                             | 4 m s.l.m.                                      |
| U-Bahn-Bahnhof | 2,85     | San Donà Val Gardena                             | 4 m s.l.m.                                      |
| U-Bahn-Bahnhof | 3,08     | Serravalle                                       | 4 m s.l.m.                                      |
| U-Bahn-Bahnhof | 3,13     | Serravalle                                       | 4 m s.l.m.                                      |
| U-Bahn-Haltepunkt / Haltestelle | 3,41     | Oberdan                                          | 3 m s.l.m.                                      |
| U-Bahn-Haltepunkt / Haltestelle | 3,76     | Volturno                                         | 3 m s.l.m.                                      |
| U-Bahn-Haltepunkt / Haltestelle | 4,03     | Bissuola                                         | 2 m s.l.m.                                      |
| U-Bahn-Brücke über Wasserlauf | 4,31     | Fiume Marzenego                                  | Fiume Marzenego                                 |
| U-Bahn-Bahnhof | 4,44     | Mestre Centro (Piazzale Caldini) T1              | 3 m s.l.m.                                      |
| U-Bahn-Kopfbahnhof Streckenanfang und quer · U-Bahn-Abzweig geradeaus und von rechts | 4,47     | Mestre Centro (Piazzale Caldini) T2              | 3 m s.l.m.                                      |
| U-Bahn-Abzweig geradeaus und nach rechts | 4,49     | T2 nach Salamonio                                | 3 m s.l.m.                                      |
| U-Bahn-Haltepunkt / Haltestelle | 4,76     | Manuzio                                          | 3 m s.l.m.                                      |
| U-Bahn-Haltepunkt / Haltestelle | 5,13     | Cattaneo                                         | 3 m s.l.m.                                      |
| U-Bahn-Haltepunkt / Haltestelle | 5,48     | San Marco Musatti                                | 3 m s.l.m.                                      |
| U-Bahn-Haltepunkt / Haltestelle | 5,84     | Sansovino                                        | 3 m s.l.m.                                      |
| U-Bahn-Haltepunkt / Haltestelle | 6,16     | Molmenti                                         | 3 m s.l.m.                                      |
| U-Bahn-Haltepunkt / Haltestelle | 6,43     | Boerio                                           | 3 m s.l.m.                                      |
| U-Bahn-Überleitstelle / Spurwechsel rechts | 6,79     | Überleitstelle                                   | Überleitstelle                                  |
| U-Bahn-Haltepunkt / Haltestelle | 6,84     | Forte Marghera                                   | 3 m s.l.m.                                      |
| |          |                                                  |                                                 |
| U-Bahn-Strecke | 7,11     | Via Forte Marghera                               | Via Forte Marghera                              |
| U-Bahn-Strecke | 7,12     | Via San Giuliano                                 | Via San Giuliano                                |
| U-Bahn-Bahnhof · U-Bahn-Bahnhof | 7,44     | San Giuliano                                     | 1 m s.l.m.                                      |
| |          |                                                  |                                                 |
| U-Bahn-Brücke über Wasserlauf | 7,71     | Canale San Giuliano                              | Canale San Giuliano                             |
| | 7,90     | Canale San Giuliano                              | Canale San Giuliano                             |
| U-Bahn-Kreuzung mit Eisenbahn · Strecke von rechts | 7,94     | Milano/Triest/Trient/Udine – Venezia, 4-gleisig  | Milano/Triest/Trient/Udine – Venezia, 4-gleisig |
| Strecke | 7,97     | SR 11 Via della Libertà                          | SR 11 Via della Libertà                         |
| Strecke nach rechts |          |                                                  |                                                 |
| U-Bahn-Strecke geradeaus · Strecke geradeaus | 9,15     | Beginn Lagune von Venedig/Ponte della Libertà    | Beginn Lagune von Venedig/Ponte della Libertà   |
| U-Bahn-Strecke · Strecke | 10,93    | Denkmal der österreichischen Belagerung 1849     | Denkmal der österreichischen Belagerung 1849    |
| U-Bahn-Strecke · Strecke | 11,70    | Insel San Secondo                                | Insel San Secondo                               |
| U-Bahn-Strecke | 12,90    | Ende Lagune von Venedig/Ponte della Libertà      | Ende Lagune von Venedig/Ponte della Libertà     |
| Strecke |          |                                                  |                                                 |
| Betriebs-/Güterbahnhof Streckenanfang und quer · U-Bahn-Kreuzung mit Eisenbahn Anfang Hochstrecke · Abzweig geradeaus und nach rechts | 13,04    | Venezia Marittima                                | Venezia Marittima                               |
| Kopfbahnhof Streckenende | 13,18    | Bahnhof Venezia Santa Lucia (Canal de S. Chiara) | 4 m s.l.m.                                      |
| U-Bahn-Überleitstelle / Spurwechsel | 13,39    | Überleitstelle                                   | Überleitstelle                                  |
| U-Bahn-Kopfbahnhof Streckenende | 13,45    | Venezia – Piazzale Roma                          | 3 m s.l.m.                                      |

| Streckenlänge: | 5,4 km |                                   |                                   |
| |        |                                   |                                   |
| Streckenverlauf \| \| 0,00 \| Mestre Centro (Piazzale Caldini) \| 3 m s.l.m. \| \| \| 0,03 \| T1 nach Monte Celo \| T1 nach Monte Celo \| \| \| 0,05 \| T1 nach Venezia \| 3 m s.l.m. \| \| \| 0,13 \| Überleitstelle \| Überleitstelle \| \| \| 0,50 \| Olivi \| -0,3 m s.l.m. \| \| \| 0,69 \| Villa Erizzo \| 0 m s.l.m. \| \| \| 1,14 \| Cappuccina \| 0 m s.l.m. \| \| \| 1,40 \| Sernaglia \| -0,2 m s.l.m. \| \| \| 1,68 \| Tunnel unter Mestre Stazione F.S. \| Tunnel unter Mestre Stazione F.S. \| \| \| 1,74 \| Mestre Stazione F.S. \| -0,2 m s.l.m. \| \| \| 1,80 \| Bahnstrecke Venedig–Udine \| Bahnstrecke Venedig–Udine \| \| \| 1,85 \| SR 11 Via della Libertà \| SR 11 Via della Libertà \| \| \| 1,94 \| \| \| \| \| 2,07 \| Via Giorgio Rizzardi \| Via Giorgio Rizzardi \| \| \| 2,30 \| Giovannacci \| -1 m s.l.m. \| \| \| 2,40 \| Überleitstelle \| Überleitstelle \| \| \| 2,64 \| Lavelli \| -1 m s.l.m. \| \| \| 2,88 \| Sant’Antonio \| -1 m s.l.m. \| \| \| 3,23 \| Mercato \| -2 m s.l.m. \| \| \| 3,75 \| Beccaria \| -2 m s.l.m. \| \| \| 4,28 \| Emmer \| -1 m s.l.m. \| \| \| 4,58 \| Bottenigo \| -2 m s.l.m. \| \| \| 5,41 \| Salamonio \| 1 m s.l.m. \| |        |                                   |                                   |
| U-Bahn-Kopfbahnhof Streckenanfang | 0,00   | Mestre Centro (Piazzale Caldini)  | 3 m s.l.m.                        |
| U-Bahn-Abzweig geradeaus und von links | 0,03   | T1 nach Monte Celo                | T1 nach Monte Celo                |
| U-Bahn-Abzweig geradeaus und nach links | 0,05   | T1 nach Venezia                   | 3 m s.l.m.                        |
| U-Bahn-Überleitstelle / Spurwechsel links | 0,13   | Überleitstelle                    | Überleitstelle                    |
| U-Bahn-Haltepunkt / Haltestelle | 0,50   | Olivi                             | -0,3 m s.l.m.                     |
| U-Bahn-Haltepunkt / Haltestelle | 0,69   | Villa Erizzo                      | 0 m s.l.m.                        |
| U-Bahn-Haltepunkt / Haltestelle | 1,14   | Cappuccina                        | 0 m s.l.m.                        |
| U-Bahn-Haltepunkt / Haltestelle | 1,40   | Sernaglia                         | -0,2 m s.l.m.                     |
| U-Bahn-Tunnelanfang | 1,68   | Tunnel unter Mestre Stazione F.S. | Tunnel unter Mestre Stazione F.S. |
| Bahnhof · U-Bahn-Bahnhof (im Tunnel) | 1,74   | Mestre Stazione F.S.              | -0,2 m s.l.m.                     |
| Strecke nach links · U-Bahn-Kreuzung (im Tunnel) | 1,80   | Bahnstrecke Venedig–Udine         | Bahnstrecke Venedig–Udine         |
| | 1,85   | SR 11 Via della Libertà           | SR 11 Via della Libertà           |
| U-Bahn-Tunnelende | 1,94   |                                   |                                   |
| | 2,07   | Via Giorgio Rizzardi              | Via Giorgio Rizzardi              |
| U-Bahn-Haltepunkt / Haltestelle | 2,30   | Giovannacci                       | -1 m s.l.m.                       |
| U-Bahn-Überleitstelle / Spurwechsel links | 2,40   | Überleitstelle                    | Überleitstelle                    |
| U-Bahn-Haltepunkt / Haltestelle | 2,64   | Lavelli                           | -1 m s.l.m.                       |
| U-Bahn-Haltepunkt / Haltestelle | 2,88   | Sant’Antonio                      | -1 m s.l.m.                       |
| U-Bahn-Haltepunkt / Haltestelle | 3,23   | Mercato                           | -2 m s.l.m.                       |
| U-Bahn-Haltepunkt / Haltestelle | 3,75   | Beccaria                          | -2 m s.l.m.                       |
| U-Bahn-Haltepunkt / Haltestelle | 4,28   | Emmer                             | -1 m s.l.m.                       |
| U-Bahn-Haltepunkt / Haltestelle | 4,58   | Bottenigo                         | -2 m s.l.m.                       |
| U-Bahn-Kopfbahnhof Streckenende | 5,41   | Salamonio                         | 1 m s.l.m.                        |

Die Translohr Venedig, die Straßenbahn Venedig, auf italienisch als Tranviaria di Venezia bezeichnet, ist ein seit 2010 bestehendes Nahverkehrssystem in Venedig. Derzeit verkehren die beiden Linien T1 und T2 auf insgesamt knapp 19 Kilometern Strecke mit 37 Haltestellen. Bedient werden sowohl der Bahnhof Venezia Mestre auf dem Festland als auch der Busbahnhof Piazzale Roma nahe dem Bahnhof Venezia Santa Lucia in der Altstadt.
Die neue Straßenbahn Venedig basiert auf dem Translohr-System: zur Spurführung und für den Rückstrom wird dabei eine mittig im Fahrweg eingelassene einzelne Schiene herangezogen. Das gleiche System wird unter anderem im nahen Padua verwendet.
Betrieben wird die Straßenbahn von der Azienda del Consorzio Trasporti Veneziano (Actv).

## Geschichte
Das Stadtzentrum von Mestre besaß bereits in der Zeit von 1891 bis 1938 eine Straßenbahn, zunächst als Pferdebahn, dann mit Dampf und schließlich elektrisch. Darüber hinaus diente Mestre bis 1954 auch als Abzweig der Vorstadtstraßenbahn, die Padua mit Fusina verband.
Auch auf der Insel Lido di Venezia wurde von 1907 bis 1940 eine Straßenbahnlinie betrieben, die von der Firma CIGA (Compagnia Italiana Grandi Alberghi) betrieben und 1941 auf Wunsch der Gemeinde durch Oberleitungsbusse ersetzt wurde, die dann wiederum 1966 abgestellt wurden.
Der erste Vorschlag für den Wiederaufbau eines neuen Straßenbahnnetzes in Mestre stammt aus dem Jahr 1992 als Teil des Mobilitätsplans von Mestre und Marghera, in dem die folgenden drei Straßenbahnlinien vorgeschlagen wurden:
- Favaro Veneto – Zentrum (Piazza XXVII Ottobre) – Via Piave – Mestre FS – Chirignago (8,8 km)
- Ospedale dell'Angelo – Zentrum (Piazza XXVII Ottobre) – Corso del Popolo – Marghera (Piazza Sant'Antonio-Piazzale Concordia-Via Pasini) (8,5 km)
- Zelarino – Zentrum (Piazzale Cialdini) – Viale San Marco – San Giuliano (8,0 km)

Im Jahr 1994 beantragte die Stadt Venedig mit technischer Unterstützung der Actv die erforderliche Finanzierung gemäß Gesetz 211 vom 26. Februar 1992 für die 9,5 Kilometer lange Bahnhofslinie Favaro–Mestre–Marghera als ersten Abschnitt eines komplexeren Straßenbahnnetzes. Dieses Projekt wurde 1996 genehmigt und der Interministerielle Ausschuss für Wirtschaftsplanung und Verkehr legte fest, dass vorrangig zunächst der 6,7 Kilometer lange Streckenabschnitt Favaro–Mestre zu bauen und in Betrieb zu nehmen sei. Die daraus entwickelte Streckenführung sah aufgrund der geringen Straßenbreite in der Via Olivi eine Einbahn-Wechselstraßenbahn vor.
In den folgenden Jahren wurden verschiedene Varianten für den Ausbau des Netzes geprüft, beispielsweise die Änderung der Strecken Favaro–Marghera und Mestre–Venedig sowie den Bau einer neuen Strecke Mestre–Marghera.
Im Jahr 1999 fiel die Entscheidung für den Einsatz des gummibereiften Straßenbahnsystems von Translohr anstelle einer klassischen Straßenbahn und verwies dabei auf eine Reihe von Vorteilen wie die möglichen deutlich geringeren Kurvenradien. Das Verkehrsministerium genehmigte das Projekt endgültig mit der Verordnung Nr. 1761 vom 17. Dezember 2002.
Planung und technische Ausrüstung für die Linien Favaro Veneto-Mestre-Venezia (T1) und Mestre-Marghera (T2) wurde 2004 an ein Konsortium aus Gemmo, Lohr Industrie, dem Ingenieurbüro Metropolitana Milanese (MM S.p.A.), NET Engineering (NE S.p.A. di Monselice), Studio Altieri und Sacaim (SACAIM di Venezia S.p.A.) vergeben, während die Tiefbauarbeiten an Mantovani Construction und CLEA vergeben wurden. In den Jahren 2005  bis 2010 kam es von Seiten der Stadt zu einigen Änderungen an den Routen.
Die wirtschaftlich-finanzielle Nachhaltigkeit wurde durch die Bewertung eines jährlichen Passagieraufkommens von etwa 16 Millionen Passagieren auf der Linie T1 und etwa 10 Millionen auf der Linie T2 ermittelt.
Die Bauarbeiten wurden am 10. August 2004 in Favaro Veneto mit dem Beginn der Verlegung einer 2,1 Meter breiten und 28 Zentimeter dicken Stahlbetonplatte, der Schiene und der Oberleitung eröffnet. Die Arbeiten umfassten auch die Verlegung unterirdischer Versorgungsleitungen und den Bau von Betriebswerk und Wagendepot an diesem östlichen Ende der Strecke.
Obwohl die Fertigstellung der Strecken ursprünglich für Ende 2007 vorgesehen war, gab es eine Reihe wirtschaftlicher und technischer Gründe, die zu Verzögerungen führten. So gab es Streckenänderungen wie die Unterführung des Bahnhofs Mestre und die Überführung im Bereich San Giuliano als Anbindung an die Ponte della Libertà. Anfang 2010 begann die Auslieferung der Wagen. Am 19. Dezember 2010 wurde die Linie T1 von Favaro Veneto (Station Monte Celo) nach Mestre (Station Sernaglia) eingeweiht, dabei führte der Linienweg über einen Teil der Strecke der heutigen T1-Linie und einen Teil der noch geplanten T2-Linie. Der kommerzielle Verkehr mit den damit verbundenen Änderungen am Busnetz begann am 20. Dezember 2010. Am 22. September 2011 wurde eine Verlängerung mit der Tunnelhaltestelle am Hauptbahnhof in Betrieb genommen.
Weitere Bauabschnitte wurden zwischen 2012 und 2013 begonnen. Am 18. Dezember 2013 führte eine Straßenbahn die erste Testfahrt von San Giuliano zur Endstation Piazzale Roma durch. Der Abschnitt der Linie T2 in Marghera wurde im März 2014 fertiggestellt.
Die Arbeiten am bisherigen Netz wurden am 12. Juni 2015 abgeschlossen und die ministerielle Genehmigung des USTIF (Ufficio speciale trasporti a impianti fissi) für die Inbetriebnahme dieses bisher letzten Streckenabschnittes erfolgte am 10. September 2015.

## Strecken
Die Strecken der Straßenbahn Venedig sind fast durchgehend zweispurig und weitestgehend ebenerdig. Lediglich auf der Linie T2 gibt es einen Tunnel mit 260 Metern Länge unter dem Hauptbahnhof in Mestre sowie vor der südwestlichen Endstation Salamonio ein rund 80 Meter kurzes einspuriges Trassenstück. Am nordöstlichen Streckenende in Favaro Veneto befinden sich nach der Endstation Monte Celo Betriebswerk und Wagendepot. Im Streckenast der Linie T1 nach Venedig teilt sich die Strecke zwei Mal, um im vorhandenen Straßenraum im motorisierten Individualverkehr störungsfrei mitlaufen zu können: auf Höhe des Parco San Giuliano vor der Querung des Canale San Giuliano sowie unmittelbar danach in der Anbindung an die Ponte della Libertà.
Es gibt insgesamt sechs Überleitstellen auf den Streckenspuren sowie eine Wendeanlage an der Station Mestre Centro.
Die Haltestellen haben überwiegend Außenbahnsteige, dabei ist die Station San Giuliano in der ersten Streckenteilung asymmetrisch ausgeführt: beide Bahnsteige liegen westlich der Spur, sodass Fahrgäste in Richtung Piazzale Roma rechts ein- und aussteigen, während Fahrgäste in Richtung Mestro Centro links ein- und aussteigen. Die vier Haltestellen im nordöstlichen Streckenast von Serravalle bis Pineta haben bis zu fast 150 Meter weit versetzte Bahnsteige. Lediglich die Haltestelle Rielta im Nordosten sowie die Endhaltestelle Salamonio im Südwesten haben einen Mittelbahnsteig. Und auch die Endhaltestelle Venezia – Piazzale Roma fällt aus dem Rahmen: sie hat zur Bewältigung größerer Passagierströme drei Bahnsteige an drei Spuren.

### Chronik
| Eröffnungsdatum    | Strecke | Abschnitt                               | Länge   | Neue Bahnhöfe |
| ------------------ | ------- | --------------------------------------- | ------- | ------------- |
| 19. Dezember 2010  | T1/T2   | Monte Celo (Favaro Veneto) – Sernaglia  | 5,84 km | 18            |
| 22. September 2011 | T2      | Sernaglia – Stazione FS                 | 0,34 km | 1             |
| 12. September 2014 | T2      | Stazione FS – Salamonio (Marghera)      | 3,67 km | 8             |
| 15. September 2015 | T1      | Mestre Centro – Venezia – Piazzale Roma | 8,96 km | 9             |